# Norah Hoult
Norah Hoult, född 10 september 1898, död 1984, var en irländsk-brittisk författare.
Norah Hoult föddes på Irland, blev tidigt föräldralös, arbetade på fabrik i London men blev sedan journalist och ägnade sig småningom helt åt sitt författarskap. Hon var senare bosatt i Dublin. Nora Hoult, som gjorde sig känd som en realistisk, psykologiskt inriktad skildrare av trista vardagsexistenser med kvinnor som huvudfigurer, har skrivit både noveller och romaner. Hon har utgett Poor women (1928, svensk översättning 1929), Time, gentlemen! Time! (1930, svensk översättning En kvinnas hand har slagit mig samma år), Apartments to let (1931, svensk översättning Rum att hyra samma år), Youth can't be served (1933, svensk översättning Hemma är så tråkigt samma år), Holy Ireland (1935), Corning from the fair (1937), Four women grow up (1940, svensk översättning Så mötte de kärleken, 1943), Smilin' on the vine (1941, svensk översättning Augusta och gubben Synd, 1944), där miljön är amerikansk med dottern till en svart predikant som hjältinna och där stämningen är rätt ljus, Augusta steps out (1942), Scene for death (1943), There were no Windows (1944), House under Mars (1946, svensk översättning Ett brokigt sällskap, 1947) och Farewell happy fields (1948).